# Rockefeller Centers julgran

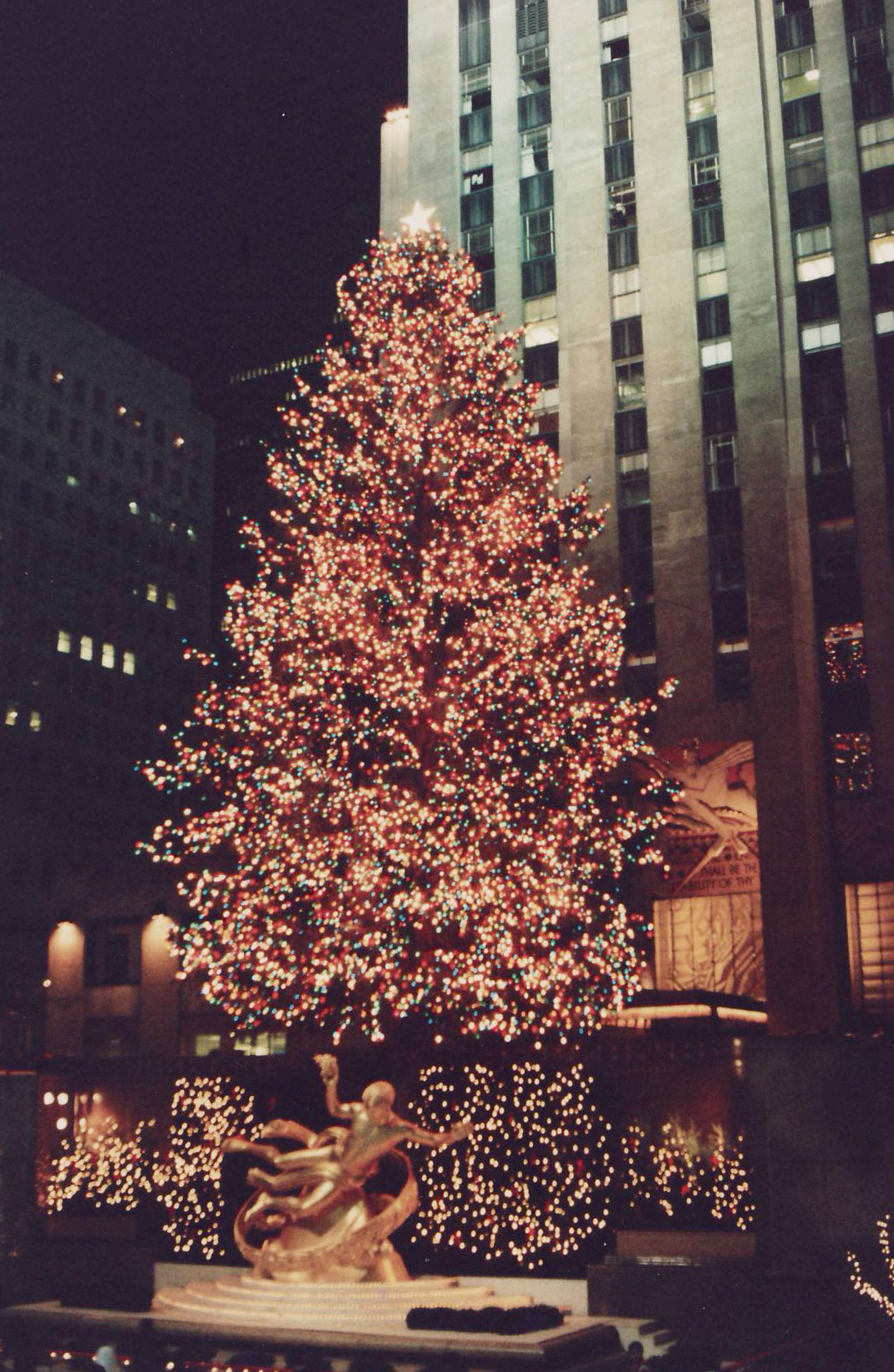
Rockefeller Centers julgran, fotograferad i december 1987.

Rockefeller Centers julgran är en stor julgran som årligen placeras vid Rockefeller Center på Manhattan i New York. Granen reses runt månadsskiftet november-december. Ceremonin har börjat direktsändas i NBC:s Christmas in Rockefeller Center. Granen, vanligtvis en 21-30 meter hög gran, har rests årligen sedan 1933. 2012 restes julgranen den 28 november.

### Fotnoter
1. ↑  Lambert, Bruce (5 december 2008). ”A Christmas Tree That Manhattan's Can Look Up To”. The New York Times. http://www.nytimes.com/2008/12/07/nyregion/long-island/07treeli.html?scp=1&sq. Läst 14 december 2008.
2. ↑  Tree Facts, 2007 (pdf)[död länk], The Christmas Tree at Rockefeller Center
3. ↑   Christmas Tree Lighting 2012